# ری کوم سوک
ری کوم سوک (کره‌ای: 리금숙؛ زادهٔ ۱۶ اوت ۱۹۷۸) بازیکن فوتبال اهل کره شمالی است.
از باشگاه‌هایی که در آن بازی کرده‌است می‌توان به باشگاه فوتبال ۲۵ آوریل اشاره کرد.
وی همچنین در تیم ملی فوتبال کره شمالی بازی کرده‌است.